# جون ماكميلان
جون ماكميلان (بالإنجليزية: John McMillan)‏ هو أكاديمي واقتصادي نيوزيلندي، ولد في 22 يناير 1951 في كرايستشرش في نيوزيلندا، وتوفي في 13 مارس 2007.